# Urszula Łoś
Urszula Łoś, née le 18 février 1994 à Varsovie est une coureuse cycliste polonaise, spécialiste des disciplines du sprint sur piste.

## Palmarès sur piste

### Jeux olympiques
- Tokyo 2020
  - 7e de la vitesse par équipes
  - 19e du keirin
  - 25e de la vitesse individuelle
- Paris 2024
  - 7e de la vitesse par équipes

### Championnats du monde
- Pruszków 2019
  - 10e du 500 mètres
- Saint-QUentin-en-Yvelines 2022
  - 6e de la vitesse par équipes
  - 14e du 500 mètres

### Coupe du monde
- 2018-2019
  - 3e du keirin à Londres
  - 3e de la vitesse par équipes à Cambridge
- 2019-2020
  - 1re de la vitesse par équipes à Brisbane (avec Marlena Karwacka)
  - 2e de la vitesse par équipes à Cambridge
  - 2e de la vitesse par équipes à Milton

### Coupe des nations
- 2021
  - 2e de la vitesse par équipes à Cali
  - 3e du keirin à Cali
- 2023
  - 3e de la vitesse par équipes à Milton
- 2024
  - 3e de la vitesse par équipes à Milton

### Ligue des champions
- 2022
  - 3e de la vitesse à Berlin
  - 3e du keirin à Londres (I)

### Championnats d'Europe
| Épreuve / Édition          | 500 mètres | Keirin | Vitesse individuelle | Vitesse par équipes |
| Anadia 2011 (juniors)      |            |        |                      | Bronze              |
| Montichiari 2016 (espoirs) |            |        |                      | Bronze              |
| Glasgow 2018               | 5e         |        |                      |                     |
| Apeldoorn 2019             | 5e         |        |                      |                     |
| Munich 2022                | 6e         | Argent | 10e                  | Bronze              |
| Granges 2023               |            | 16e    |                      | 5e                  |

### Jeux européens
| Édition / Épreuve | Keirin | Vitesse par équipes |
| Minsk 2019        | 5e     | 4e                  |

### Championnats nationaux
- 2013
  -  Championne de Pologne du 500 mètres
  -  Championne de Pologne de vitesse
  -  Championne de Pologne de vitesse par équipes
- 2015
  -  Championne de Pologne du 500 mètres
  -  Championne de Pologne de vitesse par équipes
  - 2e de la vitesse
- 2016
  -  Championne de Pologne du 500 mètres
- 2018
  -  Championne de Pologne du 500 mètres
  -  Championne de Pologne du keirin
  -  Championne de Pologne de vitesse
- 2019
  -  Championne de Pologne du keirin
  -  Championne de Pologne de vitesse
- 2020
  -  Championne de Pologne du 500 mètres
  -  Championne de Pologne de vitesse
- 2021
  -  Championne de Pologne du 500 mètres
  -  Championne de Pologne de vitesse
- 2022
  -  Championne de Pologne du 500 mètres
  -  Championne de Pologne de vitesse

### Autres
- 2018
  - 3e de la vitesse du GP de Pologne